# ۴-تولوئن سولفونیل کلرید
۴-تولوئن سولفونیل کلرید (به انگلیسی: 4-Toluenesulfonyl chloride) با فرمول شیمیایی C7H7ClO2S یک ترکیب آلی شیمیایی بد بو با شناسه پاب‌کم 8452 است. که جرم مولی آن ۱۹۰٫۶۵ گرم بر مول می‌باشد. شکل ظاهری این ترکیب، جامد سفید است.
این ترکیب آلی یک واکنش‌گر ناب است و در سنتز آلی مواد کاربرد گسترده‌ای دارد. و به صورت اختصاری TsCl یا TosCl از آن یاد می‌شود؛ که از تولوئن مشتق شده و شامل یک گروه عملکردی سولفونیل کلرید (-SO2Cl) می‌باشد.
یکی از کاربرد های توسیل کلرید تبدیل برخی از گروه های عاملی به گروه های ترک کننده ی بهتر است.
برای مثال گروه عاملی OH را به گروه عاملیه TsO که گروه ترک کننده ی بهتری است تبدیل میکند.